# Halowe Mistrzostwa Europy w Lekkoatletyce 1976 – trójskok mężczyzn
Trójskok mężczyzn – jedna z konkurencji technicznych rozgrywanych podczas halowych lekkoatletycznych mistrzostw Europy w Olympiahalle w Monachium. Rozegrano od razu finał 22 lutego 1976. Zwyciężył reprezentant Związku Radzieckiego Wiktor Saniejew, który tym samym obronił tytuł zdobyty na poprzednich mistrzostwach.

## Rezultaty
Rozegrano od razu finał, w którym wzięło udział 9 skoczków.

Opracowano na podstawie materiału źródłowego.
| Poz. | Zawodnik            | Reprezentacja  | Próby | Próby | Próby | Próby | Próby | Próby | Wynik | Uwagi |
| Poz. | Zawodnik            | Reprezentacja  | 1     | 2     | 3     | 4     | 5     | 6     | Wynik | Uwagi |
| ---- | ------------------- | -------------- | ----- | ----- | ----- | ----- | ----- | ----- | ----- | ----- |
| 01 ! | Wiktor Saniejew     | ZSRR           | 16,68 | 16,94 | 17,10 | x     | x     | 17,05 | 17,10 | CR    |
| 02 ! | Carol Corbu         | Rumunia        | 16,37 | 16,28 | 16,75 | x     | x     | x     | 16,75 |       |
| 03 ! | Bernard Lamitié     | Francja        | 15,97 | x     | 16,68 | 16,60 | 14,78 | 16,03 | 16,68 |       |
| 4.   | Wolfgang Kolmsee    | RFN            | x     | 16,47 | 16,18 | 15,84 | x     | 16,14 | 16,47 |       |
| 5.   | Pentti Kuukasjärvi  | Finlandia      | 16,08 | 16,44 | 16,43 | x     | x     | 16,07 | 16,44 | NR    |
| 6.   | Pavel Sasín         | Czechosłowacja | x     | 15,95 | 16,36 | 16,30 | x     | x     | 16,36 |       |
| 7.   | Christian Valétudie | Francja        |       |       |       |       |       |       | 16,30 |       |
| 8.   | Andrzej Sontag      | Polska         |       |       |       |       |       |       | 16,16 |       |
| 9.   | Eugeniusz Biskupski | Polska         |       |       |       |       |       |       | 16,16 |       |